# Aïn Kerma (El Tarf)
Pour les articles homonymes, voir Aïn Kerma et Kerma (homonymie).
Aïn Kerma (en arabe : عين الكرمة) est une commune algérienne située dans la daïra de Bouhadjar, wilaya d'El Tarf, dans l'extrême nord-est de l'Algérie.

## Géographie
Ain Kerma est localisée dans l'extrême nord-est de l'Algérie, a la frontière tunisienne. , une zone semi-montagneuse appartenant aux derniers contreforts de la chaîne de l'Atlas tellien. Elle est entourée de forêts, de collines et de terres agricoles. La commune bénéficie d’un climat méditerranéen, avec des hivers doux et humides et des étés chauds et secs.
| Cheffia   | Cheffia   | Zitouna |
| Bouhadjar | Ain kerma | Tunisie |
| Bouhadjar | Bouhadjar | Tunisie |

## Histoire
La commune abrite un site historique notable : la tombe de Frantz Fanon (1925-1961), psychiatre, essayiste et révolutionnaire franco-martiniquais, figure importante de l'anticolonialisme et du tiers-mondisme. Fanon, qui avait rejoint le Front de libération nationale (FLN) pendant la guerre d'Algérie, repose dans un cimetière de martyrs (Chahid) de la commune.

## Administration
Aïn Kerma est une commune de plein exercice dirigée par une assemblée populaire communale (APC). Elle est rattachée administrativement à la daïra de Bouhadjar, dans la wilaya d'El Tarf.

### Découpage administratif
- Wilaya : El Tarf (code 36)
- Daïra : Bouhadjar
- Commune : Aïn Kerma